# ليلة الجنرالات
فيلم ليلة الجنرالات (بالإنجليزية the night of the generals) هو فيلم سينمائي تم إنتاجه عام 1968 ، من إخراج سام سبيجل، يتناول تمثيلا لرواية بنفس الاسم للروائي الألماني كريست عن قصة حدثت اثناء الحرب العالمية الثانية.

## القصة
في عام 1942 في مدينة وارسو عاصمة بولندا التي تحتلها قوات هتلر، يتم اكتشاف مقتل عاهرة بطريقة وحشية، وحين يذهب للتحقيق فيها النقيب الألماني جراو (يقوم بدوره عمر الشريف)، الذي اهتم بهذه القضية كون العاهرة كانت من العملاء السريين للمخابرات الألمانية، وقد تبين من مناقشة الشهود ان احدهم شاهد رجلا ينصرف من المكان يرتدي الزي المميز للجنرالات الألمان، ولم يكن في بولندا وقتئذ الا ثلاثة جنرالات هم القائد العام جابلر ورئيس أركانه كاهلنبرج وقائد العاصمة تانز، وعندما واجههم النقيب بطلبهم للتحقيق تهربوا منه جميعا بحجة انشغالهم بقمع تمرد في العاصمة وهو ما شاهده فعلا المحقق حيث قام قائد العاصمة بإخماد التمرد بوحشية بالغة.
تم قطع التحقيق ولم يكتمل، بسبب قيام رئيس الأركان بنقل النقيب المحقق الي فرنسا والتي كان الألمان يحتلونها في ذلك الوقت. تمر الايام وتنهار الهزائم علي جيوش الألمان ويحدث ان ينتقل القائد العام جابلر ورئيس أركانه كاهلنبرج الي فرنسا، ونظرا لحرج موقف الألمان يقرر كاهلنبرج الانضمام لجماعة سرية من الضباط الألمان تخطط لاغتيال هتلر وتعيين المشير روميل بدلا منه، ويقف القائد العام علي الحياد لكنهما يفاجئون بوصول الجنرال تانز الي باريس منقولا اليها، فيرتابون في امره، لكن القائد العام يحسم امره وينضم الي المؤامرة علي هتلر.
في هذه الأثناء يلتحق الرقيب هارتمان بالعمل سائقا للجنرال الصارم تانز، وهارتمان صديق حميم للرقابة أولريك ابنة القائد العام جابلر، وشيئا فشيئا يثق تانز في اخلاص وكفاءة سائقه هارتمان، فيبوح له الجنرال تانز وهو المشهور بصرامته وانضباطه واستقامته، برغبته في يحضر له سيدة ليل معينة من أحد البارات، فيقوم هارتمان بتنفيذ الامر وتدخل السيدة السيارة لتجد تانز في انتظاره ويقودهما هارتمان الي منزل هذه السيدة، وينتظر هارتمان في السيارة أسفل البيت، ثم استدعاه تانز للصعود الي شقة السيدة ليكتشف وجود السيدة مقتولة في سريرها، ويهدده تانز بان يقوم السائق بالاعتراف بقتلها بدلا منه، ويأخذ من السائق هويته العسكرية ويركها في موقع الحدث كدليل يدينه، ويأمره بالهروب، لعل ذلك يكون أفضل له من القبض عليه، والا قتله في الحال، فقام السائق بالرضوخ، وقام تانز للإبلاغ عن تغيبه.
في الصباح يتم استدعاء المحقق جراو للتحقيق، وعندما يشرع في التحقيق، ويكتشف التشابه بين الجريمتين، يحدث ان تبدأ في نفس اليوم محاولة قتل هتلر ويقوم الضباط المتآمرون بمحاولة القبض علي الضباط الموالين لهتلر وعلي رأسهم الجنرال تانز، وعند توجه اليه جراو للتحقيق وتواجهه بانه متهم بقتل الضحيتين، يعلم تانز بفشل محاولة الانقلاب فيقوم علي الفور بقتل جراو مستغلا الحدث ووالادعاء علي المحقق جراو بانه من الانقلابيين، للتغطية علي قتله.
انتهت الحرب وانتحر هتلر وهزمت ألمانيا، وتحررت فرنسا، وقام الحلفاء بالقبض علي تانز، وحوكم وأمضي عشرين سنة في السجن حتي خرج في عام 1965 وعاش في هامبورغ، لكن بعد شهور قليلة اكتشفت شرطة هامبورغ جريمة قتل عاهرة بنفس الأسلوب الوحشي، فقامت الشرطة بالاستعانة بالبوليس الدولي (الإنتربول) الذي كان من أحد محققيه ضابطا يسمي موراند، كان صديقا أيام الحرب في باريس للمحقق جراو، وقاده ذكاؤه للربط بين حوادث القتل الثلاثة وتبين له وجود تانز في هامبورغ بالفعل بعد الإفراج عنه، فقام بتتبع الخيط الي السائق الهارب هارتمان، عن طريق سؤال صديقته القديمة أولكرت التي تزوجت واستقرت في ريف ميونخ، وعندما اتضحت الحقيقة، اصطحب موراند هارتمان كشاهد ليواجههه بالمتهم تانز فعثرا عليه في حفل أقامه النازيون الجدد لتنصيب الضابط السابق المخلص للنازية تانز زعيما للنازيين الجدد، وفي غرفة ملحقة بقاعة الاحتفال تمت المواجهة بين الجنرال وسائقه، فانهار ودخل غرفة الطعام وأطلق علي رأسه الرصاص منتحرا.

## روابط خارجية
- ليلة الجنرالات على موقع IMDb (الإنجليزية)
- ليلة الجنرالات على موقع روتن توميتوز (الإنجليزية)
- ليلة الجنرالات على موقع نتفليكس (الإنجليزية)
- ليلة الجنرالات على موقع قاعدة بيانات الأفلام العربية
- ليلة الجنرالات على موقع ألو سيني (الفرنسية)
- ليلة الجنرالات على موقع Turner Classic Movies (الإنجليزية)
- ليلة الجنرالات على موقع أول موفي (الإنجليزية)
- ليلة الجنرالات على موقع فيلمافينيتي (الإسبانية)
- ليلة الجنرالات على موقع قاعدة بيانات الأفلام السويدية (السويدية)
- ليلة الجنرالات على موقع قاعدة بيانات الفيلم (الإنجليزية)